# مارفن ذا مارشن
مارفن ذا مارشن (بالإنجليزية: Marvin the Martian)‏ أو مارفن المريخي هو شخصية خيالية ظهرت في كارتون لووني تونز من وارنر براذرز.

## مفهوم الشخصية وتصورها
لاحظ المخرج تشاك جونز أن باغز باني تعلم كيف يحتال على يوسيميتي سام (الذي ابتكره فريز فريلينغ)، لهذا قرر ابتكار شخصية معاكسة هادئة ورقيقة في الحديث، لكن تشترك في قوة التصرفات المدمرة والخطرة. أول ظهور لمارفن كان في فيلم هايرديفل هاير (1948).
لم يسم مارفن بهذا الاسم في العروض الأصلية، حيث كان يدعى القائد، الصحن الطائر إكس-2 في هيستي هاير (1952)، لكن بعد عقود من ظهوره ونظرا لما نال من شعبية، أختير له ذلك الاسم.
قدم ميل بلانك صوت مارفن المكتوم الأنفي المخرج، بعدها ثبتت اللهجة البريطانية الرسمية معه.

## تاريخ الشخصية
مارفن شخصية من المريخ لكنه عادة ما يكون على كواكب أخرى، مرافقا معه كلبه كيه-9. يرتدي مارفن ملابس جنود رومانيين وحذاء كرة سلة قديم التصميم، وخوذة عليها فرشاة مكنسة، رأسه عبارة عن كرة سوداء لا يظهر منها سوى عينيه.
في مناسبات متعددة يظهر مارفن مكلفا بتدمير كوكب الأرض مستخدما ما يشبه اصبع ديناميت، وذلك بسبب حجب كوكب الأرض لكوكب الزهرة كما يدعي.

## الظهور في مواد أخرى
ظهر مارفن في فيلم سبيس جام، وفيلم لووني تونز: باك إن أكشن.

## روابط خارجية
- مارفن ذا مارشن على موقع ميوزك برينز (الإنجليزية)